# ヨハン・ゴットフリート・ベルンハルト・バッハ
ヨハン・ゴットフリート・ベルンハルト・バッハ（Johann Gottfried Bernhard Bach, 1715年5月11日 ヴァイマル - 1739年5月27日 イェーナ）は、ドイツのオルガニスト・作曲家。音楽一族バッハ家出身で大バッハとその先妻マリア・バルバラの第4子。

## 生涯
ライプツィヒで教育を受け、1735年ないしは1736年にミュールハウゼンで、その後1737年ないしは1738年にザンガーハウゼンで教会オルガニストを勤めるが、イェーナで法学を学ぶために音楽活動を中断した矢先、急逝した。24歳没。